# 牛塘镇
牛塘镇，是中华人民共和国江苏省常州市武进区下辖的一个乡镇级行政单位。

## 行政区划
牛塘镇下辖以下地区：
牛塘一社区、卢家巷社区（含卢家巷村村委）、牛塘二社区、白家社区、竹园社区、漕溪村、沈家弄村、青云村、厚恕村、塘口村、丫河村、高家村和卢西村。